# Listrognathus tirkyi
Listrognathus tirkyi är en stekelart som beskrevs av Gupta och Kamath 1967. Listrognathus tirkyi ingår i släktet Listrognathus och familjen brokparasitsteklar. Inga underarter finns listade i Catalogue of Life.